# Sveriges Radios romanpris
Sveriges Radios romanpris är ett årligt litterärt pris som instiftades av Sveriges Radio 1993. Initiativtagare var författarna Monica Lauritzen och Kerstin M. Lundberg, inspirerat av det franska Prix du Livre Inter.
Priset utdelas för en framstående svensk roman ur det gångna årets produktion. I princip alla romaner skrivna på svenska kan nomineras (årets Augustpristagare samt böcker av författare som nyligen mottagit romanpriset undantas). Nomineringar görs av ett antal kritiker. Juryn, som byts ut varje år, består av en grupp litteraturintresserade lyssnare som själva anmält sitt intresse. Prissumman är 30 000 svenska kronor.

## Pristagare
- 1994 – Lars Andersson för Vattenorgeln
- 1995 – Carola Hansson för Andrej
- 1996 – Henning Mankell för Comédia infantil
- 1997 – Magnus Dahlström för Hem
- 1998 – Elisabeth Rynell för Hohaj
- 1999 – Magnus Florin för Syskonen
- 2000 – Beate Grimsrud för Jag smyger förbi en yxa
- 2001 – Agneta Pleijel för Lord Nevermore
- 2002 – Kerstin Norborg för Min faders hus
- 2003 – Torgny Lindgren för Pölsan
- 2004 – Christine Falkenland för Öde
- 2005 – Lotta Lotass för Tredje flykthastigheten
- 2006 – Eva Adolfsson för Förvandling
- 2007 – Jonas Hassen Khemiri för Montecore: en unik tiger
- 2008 – Björn Runeborg för Dag
- 2009 – Elsie Johansson för Sin ensamma kropp
- 2010 – Aris Fioretos för Den siste greken
- 2011 – Beate Grimsrud för En dåre fri
- 2012 – Kristian Lundberg för Och allt skall vara kärlek
- 2013 – Jonas Brun för Skuggland
- 2014 – Kjell Westö för Hägring 38
- 2015 – Lotta Lundberg för Timme noll
- 2016 – Aris Fioretos för Mary
- 2017 – Caterina Pascual Söderbaum för Den skeva platsen
- 2018 – Aleksander Motturi för Broder
- 2019 – Sara Stridsberg för Kärlekens Antarktis
- 2020 – Nina Wähä för Testamente
- 2021 – Hanna Nordenhök för Caesaria
- 2022 – Jesper Larsson för Den dagen, den sorgen
- 2023 – Mikael Berglund för Ovanjorden
- 2024Annika Norlin för Stacken
- 2025 Karolina Ramqvist för Den första boken